# Nhện
Nhện hay nhền nhện (phương ngữ Nam Bộ), danh pháp khoa học là Araneae, là một bộ động vật săn mồi, không xương sống thuộc ngành chân khớp, lớp hình nhện. Cơ thể của chúng chỉ có hai phần: phần đầu ngực và phần bụng, chúng có tám chân, đôi kìm có tuyến độc, miệng không hàm nhai, không cánh. Các bộ khác trong lớp hình nhện bao gồm bọ cạp, ve bét,...
Tất cả các loài nhện đều có khả năng làm màng nhện, một thứ sợi mỏng nhưng bền như tơ bằng chất đạm, tiết ra từ phần sau cùng của bụng. Màng nhện được dùng làm nhiều việc như tạo dây để leo trèo trên vách, làm tổ trong hốc đá, tạo nơi giữ và gói mồi, giữ trứng và giữ tinh trùng. Nhiều loài nhện dùng tính chất dính của màng nhện để bẫy mồi, trong khi một số loài khác săn mồi bằng cách rình, và tấn công phục kích.
Ngoài 150 loài nhện thuộc họ Uloboridae, Holarchaeidae và Mesothelae, tất cả các loài khác đều có khả năng tiêm nọc độc khi cắn - hoặc do tự vệ hoặc để giết mồi. Tuy nhiên, chỉ có 200 loài có nọc độc gây hại cho con người. Nhiều loài nhện to, cắn đau nhưng không làm độc hay tử vong.

## Hình dáng

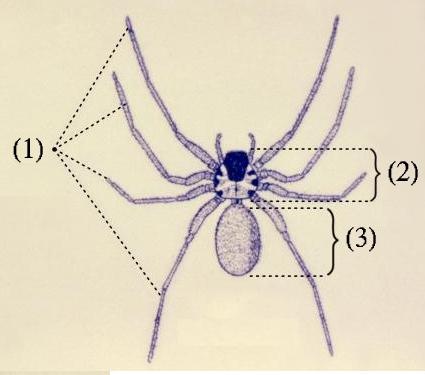
Cơ thể nhện:
(1) bốn cặp chân
(2) đầu-ngực nhập chung một phần
(3) bụng

Phần lớn các loài côn trùng thân mình có ba phần: đầu, ngực và bụng. Nhện khác biệt ở chỗ chỉ có hai phần: đầu-ngực vào một phần, phần kia là bụng. Ngoại lệ là giống nhện sát thủ (Eriauchenius gracilicollis)- đặc biệt vì là loài duy nhất có cổ (thực ra là phần đầu ngực được chia làm hai phần riêng biệt). Bên ngoài phần bụng của nhện không ngăn ra nhiều đoạn - trừ loài của họ Liphistiidae. Cuối phần đầu-ngực là một đoạn nối để nhện có khả năng chuyển phần bụng khắp hướng. Những loài côn trùng trong lớp Arachnida thường không có phần này.

### Phần đầu ngực
Nhện có bốn cặp chân hai bên phần đầu ngực. Trên mình và chân có lông lưa thưa để cảm giác sự rung động, âm thanh và mùi hương.
Mỗi bên miệng có hai ngàm dùng để kẹp mồi và bám vào bạn tình khi giao hợp. Nhện không nhai mà chỉ thò ống hút vào mồi để hút chất lỏng ra.
Nhện thường có mắt đơn, thị giác nhện có nhiều dạng - có loài chỉ phân biệt sáng tối, có loài có khả năng thấy chi tiết gần bằng mắt chim bồ

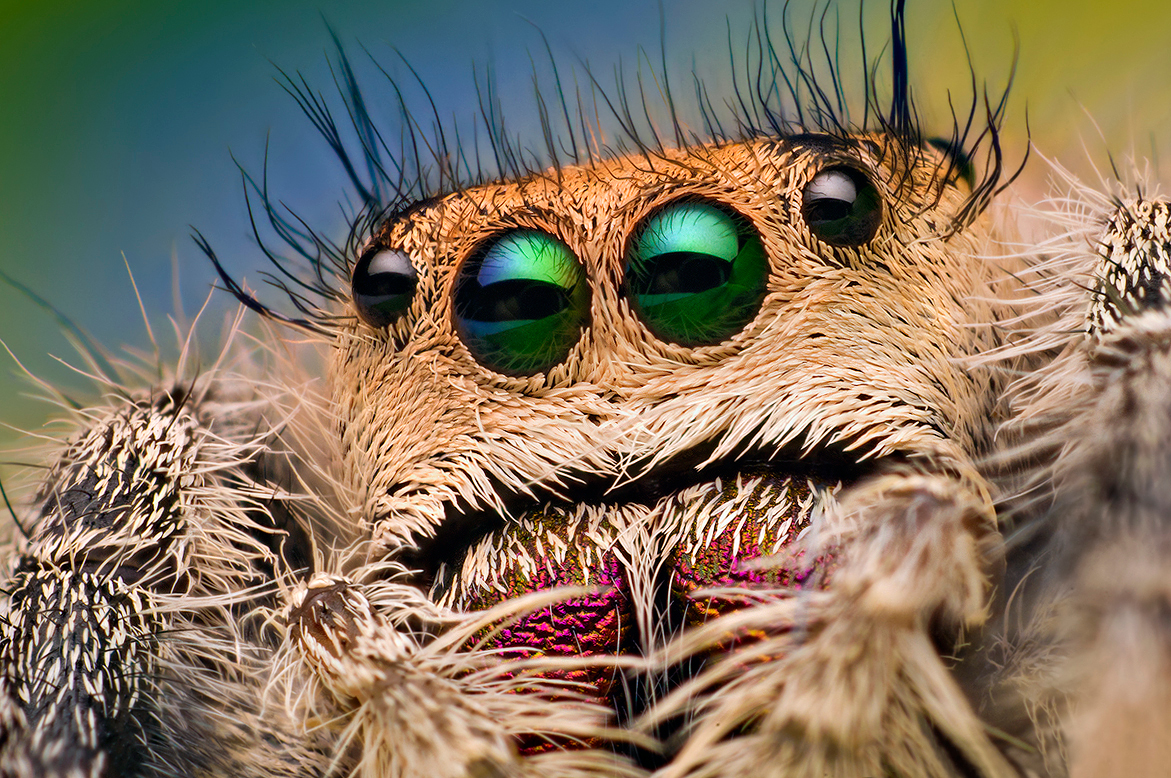
Mắt của một con nhện nhảy (cái) - tên khoa học là Phidippus regius

Đa số nhện có 8 mắt. Loài Haplogynae có 6 mắt, Tetrablemma có 4 mắt và Caponiidae có 2 mắt. Một số nhện có hai mắt phát triển to hơn những mắt kia (Ví dụ họ Salticidae). Một số khác không có mắt.
Nhện thường có tám mắt, bố trí theo nhiều hình thức khác nhau và hiện tượng này thường được sử dụng trong ngành phân loại các nòi giống khác nhau. Loài nhện Haplogynae có 6 mắt, một số có tám mắt (Ví dụ loài Plectreuridae), hoặc bốn mắt (Ví dụ Tetrablemma) và có loài chỉ có hai mắt (loài Caponiidae). Ở một số nhện, chỉ có hai mắt phát triển, còn các mắt khác rất yếu. Một số khác, như loài nhện sống trong hang tối, không có mắt. Giống nhện săn mồi, như loài nhện nhảy hay nhện sói thì mắt rất tinh tường, có loài còn thấy được màu sắc.

## Tập tính

### Chăng lưới
các cách chăng lưới khác nhau như chăng dây tơ khung, chăng dây tơ phóng xạ, chăng các sợi tơ vòng, chờ mồi (thường ở trung tâm lưới),...

### Bắt mồi
Một số loài tích cực nhử mồi và có thể bắt con mồi với một quả bóng tơ dính; Những loài khác chờ ở khu vực hay qua lại của con mồi và trực tiếp tấn công chúng từ nơi phục kích.
Khi rình bắt mồi, nếu có sâu bọ sa lưới, nhện lập tức hành động ngay:
1. Nhện ngoạm  chặt mồi, chích nọc độc
2. Tiết dịch tiêu hóa vào cơ thể mồi
3. Trói chặt mồi rồi treo vào lưới để một thời gian
4. Hút dịch lỏng ở con mồi

## Tiến hóa

### Hóa thạch

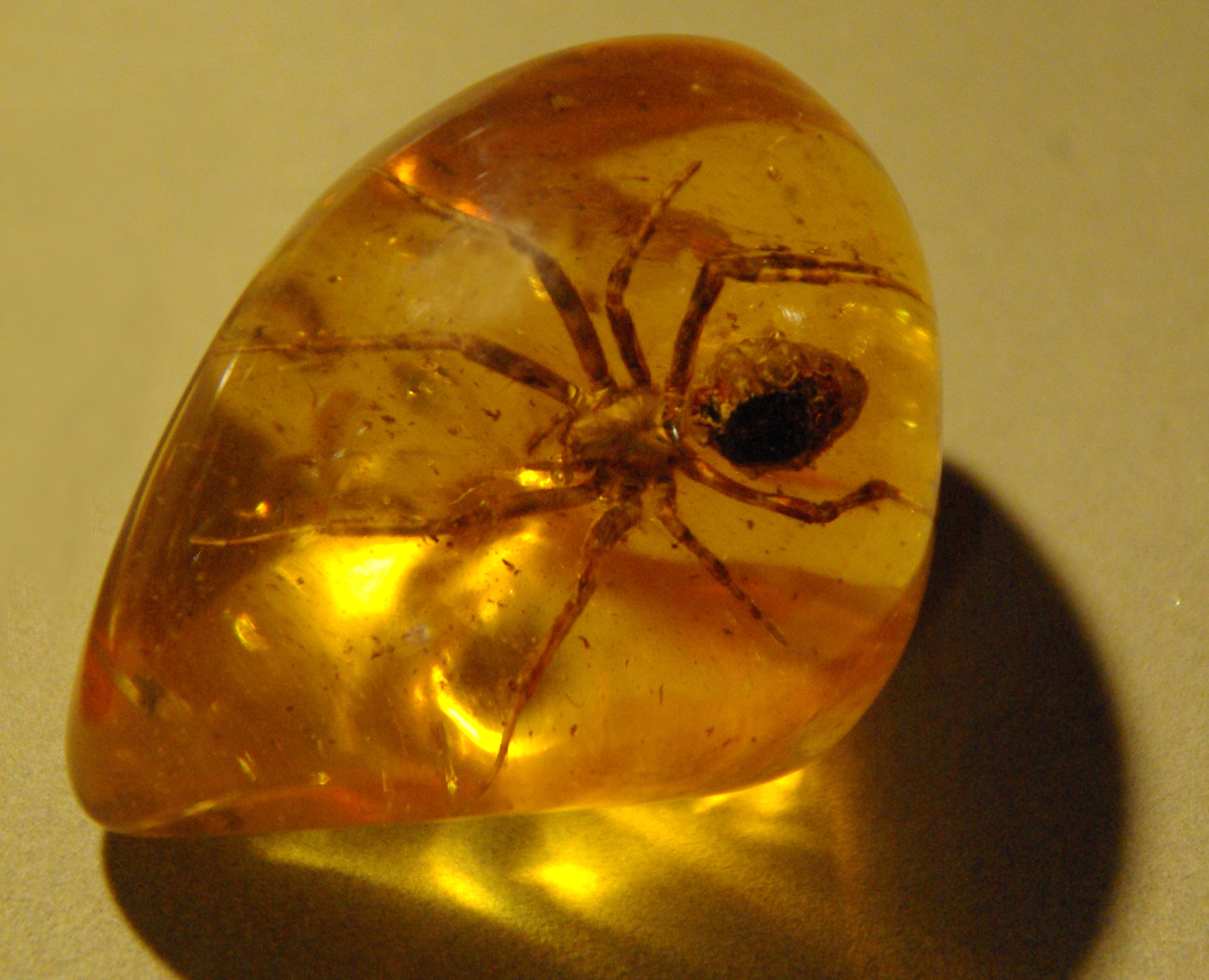
Nhện trong hổ phách.

Dù có ít hóa thạch của nhện được quan sát, nhưng có khoảng 1000 loài nhện đã được miêu tả từ các hóa thạch. Do cơ thể nhện khá mềm, phần lớn hóa thạch nhện được tìm thấy trong hổ phách. Hổ phách cổ nhất chứa các động vật chân khớp có tuổi khoảng 130 triệu năm vào đầu kỷ Creta. Ngoài việc hổ phách lưu trữ chuẩn xác hình dáng và giải phẫu cơ thể, các mảnh hổ phách còn lưu trữ cả tập tính sinh sản, săn mồi, nuôi con. Thậm chí, trong một số ít hổ phách lưu giữ cả trứng và mạng nhện, đôi khi cả con mồi; mạng nhện hóa thạch cổ nhất có tuổi khoảng 100 triệu năm. Các hóa thạch nhện đầu tiên từ một vài lagerstätte, nơi mà các điều kiện môi trường thích hợp để bảo tồn các tế bào khá mềm của nhện.
Các loài thuộc lớp Hình nhện cổ nhất là trigonotarbid Palaeotarbus jerami, có tuổi khoảng 420 triệu năm trong kỷ Silua, và phần bụng và ngực có hình tam giác, cũng như 8 chân và các cặp râu phát triển mạnh. Attercopus fimbriunguis có tuổi 386 triệu năm trong kỷ Devon có bộ phận sản xuất tơ, và được xem là một loài nhện.

### Phân nhánh
|  | Eurypterida†     |
|  |                  |
|  | Chasmataspidida† |
|  |                  |

|  | Scorpiones (bọ cạp)    |
|  |                        |
|  | Opiliones (harvestmen) |
|  |                        |

|  | Pseudoscorpiones        |
|  |                         |
|  | Solifugae (sun spiders) |
|  |                         |

|  | Amblypygi (whip spiders)                                                     |
|  |                                                                              |
|  | \| \| Thelyphonida (whip scorpions) \| \| \| \| \| \| Schizomida \| \| \| \| |
|  |                                                                              |
|  | Thelyphonida (whip scorpions)                                                |
|  |                                                                              |
|  | Schizomida                                                                   |
|  |                                                                              |

|  | Thelyphonida (whip scorpions) |
|  |                               |
|  | Schizomida                    |
|  |                               |

|  | Amblypygi (whip spiders)                                                     |
|  |                                                                              |
|  | \| \| Thelyphonida (whip scorpions) \| \| \| \| \| \| Schizomida \| \| \| \| |
|  |                                                                              |
|  | Thelyphonida (whip scorpions)                                                |
|  |                                                                              |
|  | Schizomida                                                                   |
|  |                                                                              |

|  | Thelyphonida (whip scorpions) |
|  |                               |
|  | Schizomida                    |
|  |                               |

|  | Amblypygi (whip spiders)                                                     |
|  |                                                                              |
|  | \| \| Thelyphonida (whip scorpions) \| \| \| \| \| \| Schizomida \| \| \| \| |
|  |                                                                              |
|  | Thelyphonida (whip scorpions)                                                |
|  |                                                                              |
|  | Schizomida                                                                   |
|  |                                                                              |

|  | Thelyphonida (whip scorpions) |
|  |                               |
|  | Schizomida                    |
|  |                               |

|  | Amblypygi (whip spiders)                                                     |
|  |                                                                              |
|  | \| \| Thelyphonida (whip scorpions) \| \| \| \| \| \| Schizomida \| \| \| \| |
|  |                                                                              |
|  | Thelyphonida (whip scorpions)                                                |
|  |                                                                              |
|  | Schizomida                                                                   |
|  |                                                                              |

|  | Thelyphonida (whip scorpions) |
|  |                               |
|  | Schizomida                    |
|  |                               |

|  | Amblypygi (whip spiders)                                                     |
|  |                                                                              |
|  | \| \| Thelyphonida (whip scorpions) \| \| \| \| \| \| Schizomida \| \| \| \| |
|  |                                                                              |
|  | Thelyphonida (whip scorpions)                                                |
|  |                                                                              |
|  | Schizomida                                                                   |
|  |                                                                              |

|  | Thelyphonida (whip scorpions) |
|  |                               |
|  | Schizomida                    |
|  |                               |

|  | Amblypygi (whip spiders)                                                     |
|  |                                                                              |
|  | \| \| Thelyphonida (whip scorpions) \| \| \| \| \| \| Schizomida \| \| \| \| |
|  |                                                                              |
|  | Thelyphonida (whip scorpions)                                                |
|  |                                                                              |
|  | Schizomida                                                                   |
|  |                                                                              |

|  | Thelyphonida (whip scorpions) |
|  |                               |
|  | Schizomida                    |
|  |                               |

|  | Amblypygi (whip spiders)                                                     |
|  |                                                                              |
|  | \| \| Thelyphonida (whip scorpions) \| \| \| \| \| \| Schizomida \| \| \| \| |
|  |                                                                              |
|  | Thelyphonida (whip scorpions)                                                |
|  |                                                                              |
|  | Schizomida                                                                   |
|  |                                                                              |

|  | Thelyphonida (whip scorpions) |
|  |                               |
|  | Schizomida                    |
|  |                               |

|  | Amblypygi (whip spiders)                                                     |
|  |                                                                              |
|  | \| \| Thelyphonida (whip scorpions) \| \| \| \| \| \| Schizomida \| \| \| \| |
|  |                                                                              |
|  | Thelyphonida (whip scorpions)                                                |
|  |                                                                              |
|  | Schizomida                                                                   |
|  |                                                                              |

|  | Thelyphonida (whip scorpions) |
|  |                               |
|  | Schizomida                    |
|  |                               |

|  | Ricinulei (hooded tickspiders) |
|  |                                |
|  | Anactinotrichida               |
|  |                                |
|  | Acariformes (Ve bét)           |
|  |                                |

|  | Scorpiones (bọ cạp)    |
|  |                        |
|  | Opiliones (harvestmen) |
|  |                        |

|  | Pseudoscorpiones        |
|  |                         |
|  | Solifugae (sun spiders) |
|  |                         |

|  | Amblypygi (whip spiders)                                                     |
|  |                                                                              |
|  | \| \| Thelyphonida (whip scorpions) \| \| \| \| \| \| Schizomida \| \| \| \| |
|  |                                                                              |
|  | Thelyphonida (whip scorpions)                                                |
|  |                                                                              |
|  | Schizomida                                                                   |
|  |                                                                              |

|  | Thelyphonida (whip scorpions) |
|  |                               |
|  | Schizomida                    |
|  |                               |

|  | Amblypygi (whip spiders)                                                     |
|  |                                                                              |
|  | \| \| Thelyphonida (whip scorpions) \| \| \| \| \| \| Schizomida \| \| \| \| |
|  |                                                                              |
|  | Thelyphonida (whip scorpions)                                                |
|  |                                                                              |
|  | Schizomida                                                                   |
|  |                                                                              |

|  | Thelyphonida (whip scorpions) |
|  |                               |
|  | Schizomida                    |
|  |                               |

|  | Amblypygi (whip spiders)                                                     |
|  |                                                                              |
|  | \| \| Thelyphonida (whip scorpions) \| \| \| \| \| \| Schizomida \| \| \| \| |
|  |                                                                              |
|  | Thelyphonida (whip scorpions)                                                |
|  |                                                                              |
|  | Schizomida                                                                   |
|  |                                                                              |

|  | Thelyphonida (whip scorpions) |
|  |                               |
|  | Schizomida                    |
|  |                               |

|  | Amblypygi (whip spiders)                                                     |
|  |                                                                              |
|  | \| \| Thelyphonida (whip scorpions) \| \| \| \| \| \| Schizomida \| \| \| \| |
|  |                                                                              |
|  | Thelyphonida (whip scorpions)                                                |
|  |                                                                              |
|  | Schizomida                                                                   |
|  |                                                                              |

|  | Thelyphonida (whip scorpions) |
|  |                               |
|  | Schizomida                    |
|  |                               |

|  | Amblypygi (whip spiders)                                                     |
|  |                                                                              |
|  | \| \| Thelyphonida (whip scorpions) \| \| \| \| \| \| Schizomida \| \| \| \| |
|  |                                                                              |
|  | Thelyphonida (whip scorpions)                                                |
|  |                                                                              |
|  | Schizomida                                                                   |
|  |                                                                              |

|  | Thelyphonida (whip scorpions) |
|  |                               |
|  | Schizomida                    |
|  |                               |

|  | Amblypygi (whip spiders)                                                     |
|  |                                                                              |
|  | \| \| Thelyphonida (whip scorpions) \| \| \| \| \| \| Schizomida \| \| \| \| |
|  |                                                                              |
|  | Thelyphonida (whip scorpions)                                                |
|  |                                                                              |
|  | Schizomida                                                                   |
|  |                                                                              |

|  | Thelyphonida (whip scorpions) |
|  |                               |
|  | Schizomida                    |
|  |                               |

|  | Amblypygi (whip spiders)                                                     |
|  |                                                                              |
|  | \| \| Thelyphonida (whip scorpions) \| \| \| \| \| \| Schizomida \| \| \| \| |
|  |                                                                              |
|  | Thelyphonida (whip scorpions)                                                |
|  |                                                                              |
|  | Schizomida                                                                   |
|  |                                                                              |

|  | Thelyphonida (whip scorpions) |
|  |                               |
|  | Schizomida                    |
|  |                               |

|  | Amblypygi (whip spiders)                                                     |
|  |                                                                              |
|  | \| \| Thelyphonida (whip scorpions) \| \| \| \| \| \| Schizomida \| \| \| \| |
|  |                                                                              |
|  | Thelyphonida (whip scorpions)                                                |
|  |                                                                              |
|  | Schizomida                                                                   |
|  |                                                                              |

|  | Thelyphonida (whip scorpions) |
|  |                               |
|  | Schizomida                    |
|  |                               |

|  | Ricinulei (hooded tickspiders) |
|  |                                |
|  | Anactinotrichida               |
|  |                                |
|  | Acariformes (Ve bét)           |
|  |                                |

### Tổng quát
- Arachnology Home Pages: Araneae Lưu trữ ngày 23 tháng 5 năm 2015 tại Wayback Machine
- Spider info by Ed Nieuwenhuys
- Deutsche Arachnologische Gesellschaft e. V. - German Arachnologic Society

### Địa phương
- Nhện Úc
- Danh sách nhện được tìm thấy ở Luân Đôn
- Watson, L., and Dallwitz, M.J. 2004 onwards. The families of spiders represented in the British Isles. Lưu trữ ngày 1 tháng 9 năm 2007 tại Wayback Machine

### Hình thái
- Histology of Salticid Spiders Lưu trữ ngày 23 tháng 9 năm 2006 tại Wayback Machine

### Phân loại
- Platnick, N.I. 2005. World Spider Catalog Lưu trữ ngày 2 tháng 8 năm 2003 tại Wayback Machine
- Canadian Arachnologist & Nearctic Spider Database Lưu trữ ngày 15 tháng 4 năm 2006 tại Wayback Machine
- Total number of described spider genera and species

### Hình ảnh
- gallery.tarantulas.us Lưu trữ ngày 10 tháng 1 năm 2007 tại Wayback Machine - Pictures of Tarantulas/Spiders
- Spiders of North America Library of reference quality large format photographs with taxonomy and descriptions.
- Những bức ảnh về nhện Ba Lan Lưu trữ ngày 22 tháng 3 năm 2007 tại Wayback Machine
- Macro Photography - Pictures of spiders, image gallery Lưu trữ ngày 7 tháng 4 năm 2006 tại Wayback Machine

### Khác
- Đại học California đánh giá độ nghiêm trọng của vết cắn từ nhện Lưu trữ ngày 5 tháng 2 năm 2001 tại Wayback Machine